# Panicum cumbucanum
Panicum cumbucanum är en gräsart som beskrevs av Stephen Andrew Renvoize. Panicum cumbucanum ingår i släktet vipphirser, och familjen gräs. Inga underarter finns listade i Catalogue of Life.